# Chrami
Chrami (gruzínsky ხრამი) v horním toku nazývaná Kcia (gruzínsky ქცია) je řeka v Gruzii, kraj Kvemo Kartli, a částečně v Ázerbájdžánu. Je 201 km dlouhá. Povodí má rozlohu 8 340 km².

## Průběh toku
Zdroj vody je smíšený s převahou sněhového. Chrami pramení v Malém Kavkazu, na jižních svazích Trialetského hřbetu, v nejzazším severovýchodním okraji kraje Samcche-Džavachetie ve výšce 2 422 m n. m., jen kousek na východ od průsmyku Devíti pramenů (gruz. Ckratskaro) a nejvyšší hory Trialetského hřbetu Šaviklde, asi 10 km jižně od lázeňského města Bakuriani.

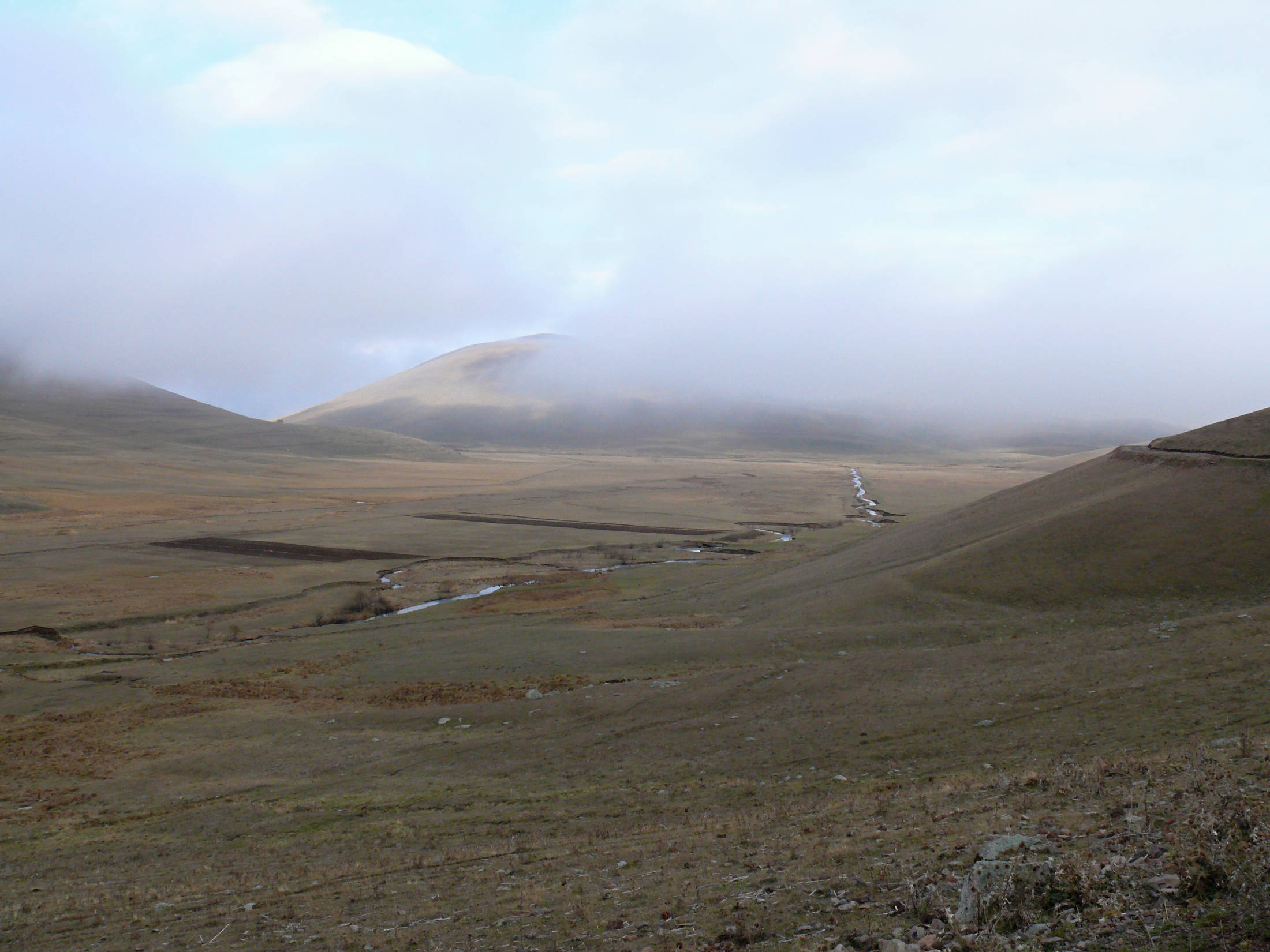
Horní tok Chrami (Kcia) nad jezerem Tabackuri

Nejprve stéká východním směrem rovnoběžně s Trialetským hřbetem do částečně širšího a soutěskovitého řídce osídleného údolí, které jen několik kilometrů severně obchází bezodtoké jezero Tabackuri. U vesnice Avranlo (již v kraji Kvemo Kartli) vtéká Kcia do Calkské náhorní roviny, kde se spojuje s několika přítoky a dále už nese jméno Chrami. U městečka Calka je zahrazena přehradní hrází postavenou ve 30. a 40. letech 20. století. Za hrází opouští náhorní rovinu úzkou soutěskou v severovýchodním směru, za níž pak v několika obloucích ztrácí na 40 km toku 800 metrů výšky. Jižně od městečka Tetri Ckaro se terén zvolňuje, ale Chrami teče hlubokým skalnatým údolím. U vesnic Aruchlo a Kolagiri, asi v polovině mezi Bolnisi a Marneuli stéká do další náhorní roviny. Touto protéká východním směrem, přibírá přítoky Mašavera a Debed a překračuje státní hranici do Ázerbájdžánu. Po dalších asi sedmi kilometrech se vlévá dvěma rameny do Kury. V dolním toku dosahuje šířky 50 m a při ústí má rychlost toku 1,2 m/s.

### Přítoky
Hlavní přítoky jsou Debed a Mašavera zprava.

## Vodní stav
Průměrný průtok je 51,1 m³/s a maximální 448 m³/s. Nezamrzá, ale vytváří se břehový led a ledová tříšť. Využívá se pro zavlažování a v okresu Calka byla na Chrami postavena Calkská přehrada s hydroelektrárnami Chrami 1 a Chrami 2. Řeka není splavná.